# أسبينهوف (ميزوري)
أسبينهوف (بالإنجليزية: Aspenhoff)‏ هي إحدى المجتمعات الفردية (غير مصنفة) في ولاية ميزوري في الولايات المتحدة الأمريكية.